# Дельгей
Дельге́й (якут. Дельгэй) — село в Олёкминском районе Республики Саха (Якутия) России. Административный центр Дельгейского наслега.

## География
Село находится в юго-западной части Якутии, на левом берегу реки Лена, вблизи места впадения в неё реки Дельгей, на расстоянии примерно 110 км (по прямой) к юго-западу от города Олёкминск, административного центра района. Абсолютная высота — 155 м над уровнем моря.
Климат
Климат характеризуется как резко континентальный. Средняя температура воздуха самого тёплого месяца (июля) составляет 18 °C; самого холодного (января) — −30 − −35 °C. Среднегодовое количество атмосферных осадков составляет 200—300 мм.
Часовой пояс
Село Дельгей находится в часовой зоне МСК+6. Смещение применяемого времени относительно UTC составляет +9:00.

## История
Согласно Закону Республики Саха (Якутия) от 30 ноября 2004 года N 173-З N 353-III село возглавило образованное муниципальное образование Дельгейский наслег.

## Население
| 2002 | 2010 | 2021 |
| ---- | ---- | ---- |
| 554  | ↘466 | ↘254 |

Половой состав
По данным Всероссийской переписи населения 2010 года, в гендерной структуре населения мужчины составляли 47 %, женщины — соответственно 53 %.
Национальный состав
Согласно результатам переписи 2002 года, в национальной структуре населения русские составляли 84 %.

## Улицы
| - ул. Лесная, - ул. Набережная, - ул. Озёрная, - ул. Северная, | - ул. Сосновая, - ул. Центральная, - ул. Школьная. |

## Транспорт
Автозимник Олёкминск — Южная Нюя.